# Данин, Даниил Семёнович
Даниил Семёнович Да́нин (настоящая фамилия Пло́тке; 25 февраля [10 марта] 1914, Вильно, Российская империя — 14 марта 2000, Москва, Россия) — советский и российский прозаик, сценарист, литературный критик, популяризатор науки. Начинал карьеру как критик поэзии, в 1949 году подвергся разгрому в газете «Правда» как «буржуазный эстет», формалист и космополит. После этого в 1950-х годах перешёл на ниву научно-популярной литературы, где стал классиком советской школы этого направления, разработав и обосновав критически собственный стиль представления материала.

## Биография

### Семья и ранние годы
Даниил Плотке родился в интеллигентской еврейской семье из Шавли, незадолго до его рождения перебравшейся в Вильно, а в 1915 году, спасаясь от немецкой оккупации, — в Петроград. Отец, Семён Давидович (Бенцион-Симон Давид-Израилевич) Плотке был инженером-механиком, арестован в 1937 году (по другим данным, весной 1938 года) на тракторном заводе в Челябинске и скончался, не дожив до суда; мать — выпускница медицинского факультета Цюрихского университета Елена Аркадьевна (Хина Ароновна) Плотке. Даниил был младшим ребёнком в семье и имел двоих старших братьев — Григория и Бориса (Бера).
Будучи пионервожатым отряда при Вс. Мейерхольде, в 16-летнем возрасте Даниил познакомился с режиссёром и получил от него специальное место за кулисами, неоднократно просмотрев затем весь репертуар театра. После семилетней школы Плотке пошёл работать литсотрудником на «Комсомольскую правду по радио». Затем Даниил решил расширить свой кругозор и пошёл в техникум, по его окончании став лаборантом в НИИ химии твёрдого топлива.
Учился на химическом (1933—1936), затем, убедившись в ошибке при выборе специальности, на физическом факультете МГУ (1936—1941). Осенью 1938 года арестованный отец Даниила скончался в тюремной больнице, и Плотке, решив загрузить себя по максимуму, чтобы избежать депрессии, параллельно поступил в Литературный институт им. А. М. Горького. Там он сдружился с Евгением Долматовским, Маргаритой Алигер и другими поэтами. Плотке подрабатывал также литконсультантом в журнале «Литературная учёба». К этому времени относится выбор псевдонима Данин, под которым Даниил задумал опубликовать два цикла критических статей: «Чувство времени и поэтический стиль» и «Поэзия последних лет», из которых до войны успели выйти только несколько заметок.
Отзывы об уровне Данина как литературного критика неоднозначны. Так, Вячеслав Огрызко указывает, что Данин отличался от большинства критиков глубокой начитанностью, но в критике слишком благоволил авторам, близким ему по взглядам, и ставил формальные изыски выше чувств. Ущербность подобного подхода была продемонстрирована в 1940 году, когда стихи активно критиковавшегося Даниным поэта Сергея Наровчатова были выданы им за стихи Нины Воркуновой и в этом качестве расхвалены Даниным на вечере в МГУ. Кроме того, Данин принял активное участие в шельмовании попавших в немилость литераторов — писал, в частности, о том, как «реакционно настроенный акмеист Осип Мандельштам, склонный к метафизическому философствованию, объяснял своё враждебное отношение к революционной действительности», обрушился на Александра Гатова, посмевшего опубликовать в советском журнале однострочное стихотворение, и т. д.

### В годы Великой Отечественной войны
Перед госэкзаменами (по другим данным, получив диплом МГУ, но ещё учась в Литинституте) летом 1941 года Данин бросил учёбу и ушёл на фронт добровольцем. Сначала в военкомате ему в призыве отказали, тогда Даниил попробовал попасть на фронт через Союз писателей, членом которого он пока ещё не был. На этом основании ему и его другу Борису Рунину снова отказали в призыве, однако, выходя из здания, они столкнулись с однокурсником Рунина по Литинституту Михаилом Эделем, который был заместителем секретаря парткома Союза писателей и после короткой беседы с ними уладил дело. В результате 11 июля 1941 года Данин стал бойцом писательской роты в 22-м стрелковом полку 8-й дивизии народного ополчения.
Часть Данина попала в окружение под Вязьмой, из которого он чудом выбрался и без документов умудрился доехать на последнем поезде до Москвы 16 октября 1941 года. Здесь его хотели судить как дезертира, но за Даниила вступился Илья Эренбург. После этого Данина перевели из ополчения в регулярную армию, сделав литературным сотрудником фронтовой печати, в том числе газет «Боевой путь» 32-й армии, «За Советскую Родину» 10-й армии Западного фронта, «Боевое знамя» 3-й армии Брянского фронта, дивизионной газеты 3-й Житомирской артдивизии прорыва РГК. В декабре 1941 года Данин подал заявление на вступление в Союз писателей как критик; оно было подписано Степаном Щипачёвым, Александром Фадеевым и Павлом Антокольским. В начале 1942 года Данин стал членом СП СССР.
На фронте Данин продолжал заниматься критикой, переписывался с Пастернаком. В 1942 году вышла статья Даниила о поэме «Василий Тёркин» Твардовского, в которой, в частности, отмечалось: 

Первое чувство, которое вызывает поэма Твардовского, — радость. Радость — потому что совсем неожиданно появился у тебя и у твоих фронтовых товарищей единственный в своём роде, неунывающий, простой и верный друг. Он будет надёжным, милым спутником на трудных дорогах войны. Он будет всегда, во всех испытаниях незримо с тобой, то весёлый, то печальный, но неизменно сильный, неунывающий… Твардовский создал неунывающего героя.— Газета «Литература и искусство» за 3 октября 1942 года. Цитируется по статье В. Огрызко «Совместимая несовместимость»
В сентябре 1944 года Данин стал кандидатом в члены ВКП(б) в 3-м артдивизионе прорыва РГК на Первом Украинском фронте, а закончил войну в Чехии, демобилизовавшись 5 апреля 1946 года в чине капитана. В том же 1946 году Даниил женился на Софье Разумовской, литературном редакторе журнала «Знамя». Творчество Данина пополнилось статьёй «Черты естественности», опубликованной в «Литгазете», в которой он положительно оценил поэзию Твардовского.

### Аппаратная борьба в Союзе писателей
Данин начал работать в аппарате правления Союза писателей, став заместителем председателя комиссии по теории литературы и критики. К этому времени относятся такие критические работы Данина, как «Пути романтики» (1947), «Страсть, борьба, действие!» (1948), в которых он выступал против «лакировки действительности». Вячеслав Огрызко указывает, что на этом месте Данин был вынужден приспосабливаться к общей линии СП. В качестве примера он называет резко отрицательную рецензию Данина на книгу Твардовского «Родина и чужбина», появившуюся в феврале 1948 года во время обсуждения этой книги в Союзе писателей, которая прямо противоположна его более ранним отзывам о писателе. Так, в ней фигурируют такие слова: 

[Твардовский — ] чувствительный созерцатель, который не думает о том, как трудна бывает, как драматична бывает жизнь, о том, как выходить из этого драматизма и как сделать, чтобы люди жили лучше и проще на свете, — он испытывает жалость и сострадание, он любуется чертами смирения, покорности судьбе, покорности обстоятельствам, какие есть у этих людей, о которых он пишет.— Цитируется по 
Огрызко полагает, что таким образом Данин примкнул к аппаратной группе Симонова, пытавшейся удалить из аппарата СП Фадеева. Перед этим эпизодом Данин выпустил статью «Нищета поэзии», критическую по отношению к Анатолию Софронову, а затем резко осудил в рецензии одну из «колхозных» поэм Николая Грибачёва. Огрызко пишет, что оба этих известных поэта сами метили на место Фадеева и поэтому вступили в аппаратную борьбу, чтобы убрать ангажированного критика, для чего воспользовались развернувшейся в стране кампанией по борьбе с космополитами.

Сначала в начале февраля 1949 года Софроновым было организовано закрытое партсобрание Союза писателей, на котором среди прочих космополитов он обвинил Данина в антипатриотической и подрывной работе: 
Литературный критик Д. Данин, кандидат в члены ВКП(б), специализировался на избиении молодых советских поэтов. За один год он оклеветал шесть ценных поэтических произведений, в том числе патриотические поэмы Недогонова «Флаг над сельсоветом», Грибачёва «Колхоз „Большевик“», Данин выступал в защиту Нусинова и его клеветнической книги о Пушкине.
Софронова поддержали В. В. Ермилов, М. С. Шагинян и В. В. Вишневский. Эту часть доклада Софронова затем цитировал руководитель Агитпропа Д. Т. Шепилов в своём докладе на имя секретаря ЦК ВКП(б) Г. М. Маленкова. Затем началась публичная критика, через неделю после собрания в газете «Правда» вышла статья Грибачёва «Против космополитизма и формализма в поэзии»:

Во главе критиков-формалистов — буржуазных эстетов стал Д. Данин, унаследовавший гнусные методы космополитов, в своё время травивших Маяковского и возвеличивавших Б. Пастернака и А. Ахматову. […] 
Для чего же понадобилась Данину клевета на эпос, как не для того, чтобы ошельмовать, охаять лучшие произведения классической и крупнейшие произведения советской литературы. Космополит Данин требовал от писателей изображения в их произведениях «конфликта в сознании», раздвоенности сознания, морально-идейной неполноценности советского человека. В последнее время отъявленные реакционеры американские «критики-философы», объявив Теодора Драйзера «натуралистом», проповедуют распад личности, оплёвывают человека. Наиболее ярким выразителем такого течения является Сартр. А Данин попросту перепевает клеветников и их клевету переносит на советского человека!

Данин избивает и извращает всё передовое, новое, здоровое в нашей литературе.— Газета «Правда», 16 февраля 1949. Цитируется по 
После такой критики Данин был исключён из кандидатов в члены ВКП(б), на что подал апелляцию в горком партии, которая рассматривалась очень долго. Не дожидаясь окончания этого процесса, Данин устроился коллектором в 4-ю экспедицию 3-го геологоуправления на Ангару, где провёл полгода в полевых работах, а затем ещё полгода в обработке материалов.
Эта поездка породила потом неопубликованную повесть «Верность». Заседание комиссии по Данину провели только 22 апреля 1950 года, сняв обвинения в космополитизме и восстановив Даниила кандидатом в члены ВКП(б), но объявив выговор «за идеологические ошибки в работе критика-коммуниста».
Данин вернулся к критике, но маститых поэтов трогать более не решался, сосредоточившись на позитивных отзывах о малоизвестных поэтах из глубинки (например, его статья о Владимире Фёдорове была опубликована в «Литературной газете» в 1950 году), о чём потом многократно жалел. Жена Даниила Разумовская помогла ему устроиться на работу в журнал «Знамя», однако весной 1953 года в рамках проверки в журнал пришла комиссия Союза писателей, включавшая критиковавшегося им до этого Твардовского. Ознакомившись со внутренними рецензиями Данина, писатель на разборе в свою очередь заявил о вредительской деятельности Даниила в редакции.

### Автор научно-популярной литературы
Огрызко отмечает, что проработочные кампании не прошли бесследно, надломив писателя, и из кандидатов членом КПСС он стал с большой задержкой, только в мае 1956 года. Решив после всего этого отказаться от работы литературного критика, Данин вспомнил о своём естественнонаучном образовании и захотел попытать счастья как писатель научно-популярной литературы, придумав ежегодный альманах «Пути в незнаемое: Писатели рассказывают о науке», где с 1960 по 1990 год он возглавлял писательскую редколлегию. Здесь он выработал и отточил свой стиль, ярко проявившийся в серии его книг об учёных и науке, одна из которых, «Неизбежность странного мира», была выдвинута на соискание Ленинской премии в 1961 году.
Книга Даниила Данина «Добрый атом» (1957) представляет собой рассказ о научном подвиге учёных-атомщиков в СССР. Вслед за сборником очерков «Для человека» (1957) Даниил опубликовал теоретическую статью «Жажда ясности», посвящённую эстетическим вопросам современной художественной литературы (журнал «Новый мир», затем сборник «Формулы и образы», 1961). В этой статье, вызвавшей широкий резонанс, Данин утверждал, что сочетание в литературном тексте научности и художественности возможно, если обратиться к изложению научного поиска как драмы идей и поиска познания природы, человека и общества. В таком стиле написаны историко-биографические книги Данина о великих физиках и переломных моментах в физике XX века, считающиеся классикой научно-популярной литературы: «Неизбежность странного мира» (1961, 3 изд. — 1966, переведена на 11 языков) и две книги из серии Жизнь замечательных людей — «Резерфорд» (1967, 2 изд. — 1968) и «Нильс Бор» (1978). Эти книги, посвящённые людям науки, познавательным и нравственно-психологическим проблемам их жизни и творчества, принадлежат к документальному жанру научно-художественной литературы. Часть работ из этой серии переведена на литовский, латышский, армянский, болгарский, чешский, словацкий, немецкий, английский и румынский языки.
В дальнейшем Даниил Данин продолжил серию теоретических статей о научно-художественной литературе работой «Сколько искусства науке надо?» (1968), а также полемическим сборником о научно-популярном кино «А всё-таки оно существует!» (1982). С 1967 года работал в научно-художественном кино как сценарист и критик, был автором сценариев полнометражных научно-художественных фильмов «В глубины живого» (1967) и «Ты в мире» (1980). За сценарий научно-популярного фильма «В глубинах живого» в 1967 году Данину была присуждена первая награда — Госпремия РСФСР имени братьев Васильевых.
Когда в 1960-е годы Данин взялся писать книгу о Резерфорде для серии «Жизнь замечательных людей», то он обнаружил, что практически все материалы об учёном изданы на английском языке. Для работы пришлось его выучить, что Данин и сделал. Затем Данин задумал книгу о Нильсе Боре, но решил сделать годовой перерыв перед её написанием, который затянулся несколько дольше, чем он изначально планировал.

### Другие проекты
В 1963 году по рекомендации Степана Щипачёва Данин был введён в редколлегию созданного на базе газеты «Литература и жизнь» еженедельника «Литературная Россия», но проработал там всего лишь год, не сойдясь с редактором Константином Поздняевым.
Уйдя из критики, Данин сохранил интерес к политике, считая себя либералом и антисталинистом, однако, по словам Огрызко, продолжал делить писателей на «своих» и «чужих», в числе первых были Гроссман, Давид Самойлов, с оговорками Симонов, Сельвинский, а во вторых по-прежнему числились Софронов, Грибачёв и всё их окружение. Огрызко отмечает несколько случаев, когда Данин порывался критиковать различные стихи и прозаические произведения, но уже не в печати, а посылая отзывы через друзей. Однако того уровня влияния, которым он пользовался ранее, Данин не достиг.

### Преподаватель и кентавристика
В 1967 году в статье «Сколько искусства науке надо? (О проблемах научно-художественного кино)» Данин утверждал, что «Можно напророчить, хотя бы шутки ради, что когда-нибудь возникнет целая наука — кентавристика… Её предметом будет тонкая структура парадоксов (и многое другое)…» Предметом этой придуманной им дисциплины он полагал изучение всех проявлений несочетаемого в культуре, яркими примерами считая корпускулярно-волновой дуализм в физике и сочетание научности и художественности в научно-популярной литературе.
С 1992 года Данин — профессор кафедры истории науки Российского государственного гуманитарного университета. В это время Даниил разрабатывал кентавристику, а с 1994 года читал её курс в университете в рамках «педагогического эксперимента». В 1996 году был издан специальный номер «Вестника РГГУ» (№ 1), целиком посвящённый кентавристике.
С 2000 года в связи со смертью Данина преподавание кентавристики было свёрнуто. Отношение к кентавристке неоднозначно, так, Юрий Данилин пишет о ней как о «невозможной с точки зрения Минобра дисциплине». Научно-популярное приложение к «Новой газете» было названо «Кентавр» в честь Данина и его кентавристики.

### Мемуарист, второй брак
По настоянию жены во время паузы перед написанием книги о Боре Данин вёл ежедневный дневник, которому через десять лет она дала такую оценку: «это лучшее, что ты написал».

Я завидую моим друзьям-художникам — у них есть краски и кисти, композиторам — у них есть инструмент, физикам — у них есть лаборатория, есть материал, с которым они работают. Словом, у всех есть две вещи — материал и ремесло. Беда литератора заключается в том, что у него нет ремесла и, в сущности, нет материала. Нельзя считать материалом бумагу, а ремеслом — вождение по бумаге ручкой. Но у литератора есть слово. Так, может быть, не завидовать, а понять и почувствовать слово — материалом, а ремеслом — обращение с ним.— Дневник Данина. Цитируется по .
Написание дневника подтолкнуло позже писателя к мысли о создании книги «Бремя стыда» — о Пастернаке и отношении к нему в писательском сообществе. Эта книга начиналась так же — в виде разрозненных заметок 66-летнего к тому времени писателя, безо всякого плана, — а переросла в многолетнюю «исповедь о судьбе целого поколения», по выражению Огрызко.
В сентябре 1981 года умерла первая жена Данина Софья Дмитриевна Разумовская, и бездетный писатель впал в депрессию, из которой вывела его старая знакомая Наталья Павловна Мостовенко-Гальперина (1925—2003), ставшая затем его второй женой. По отзывам в письмах Даниил был очень счастлив в этой второй в его жизни любви. Жена много писала, и её энтузиазмом заражался и Данин. В 1990-х годах были напечатаны вначале отрывки, а затем и вся книга «Бремя стыда».
С 1962 года жил в ЖСК «Советский писатель» (Красноармейская ул., д. 27).
Умер в 2000 году в Москве; урна с прахом захоронена в колумбарии на Введенском кладбище. Посмертно были изданы мемуарные заметки «Строго как попало» и «Нестрого как попало», публиковавшиеся ранее частями в периодических изданиях в 1990-х годах.

## Членство в профессиональных организациях
- Член СП СССР с 1942 года, Русского ПЕН-центра[12].
- Член-корреспондент РАЕН с 1992 года[8].

## Награды и премии
- Два ордена Отечественной войны II степени (28.5.1945; 6.4.1985)
- Орден Красной Звезды (8.2.1944)
- Медали «За оборону Москвы», «За освобождение Праги», «За победу над Германией»[12]
- Номинация на Ленинскую премию — за книгу «Неизбежность странного мира» (1961)[3].
- Премия Всесоюзного общества «Знание» (1962)
- Ломоносовская премия (1967)
- Государственная премия РСФСР имени братьев Васильевых (1967) — за фильм «В глубины живого» (1966)[3]
- Премия журнала «Дружба народов» (1979)[12]

## Книги
- Д. Данин. Добрый атом. — М.: Молодая гвардия, 1957, 1958. — 94 с. — 50 000 экз.
- Д. Данин. Для человека. — М.: Советский писатель, 1957. — 310 с. — 30 000 экз. — ряд публицистических очерков, посвященных истории атомного века.
- Д. Данин. Неизбежность странного мира. — М., 1961, 1962, 1966. — (Эврика). — посвящена физикам и рождению теории квантов.
- Д. Данин. Резерфорд. — М.: Молодая гвардия, 1966, 1967. — 624 с. — (ЖЗЛ). — 90 000 экз.
- Д. Данин. Перекрёсток. — М.: Советский писатель, 1974. — 302 с. — раскрывает драматизм научных исканий.
- Данин, Даниил Семёнович. Нильс Бор. — М., 1978. — 558 с. — (Жизнь замечательных людей). — основана на серии статей «Нильс Бор» (Наука и жизнь, № 12 1970, № 1,2,5,6,7,9,10 1971, № 4,5,8 1972, № 1,2,3 1973).
- Д. Данин. Вероятностный мир. — М.: Знание, 1981. — 208 с. — посвящена физикам и рождению теории квантов.
- Данин, Даниил Семёнович. А всё-таки оно существует!: критические размышления о научно-художественном кино. — М.: Всесоюзное бюро пропаганды киноискусства, 1982. — 43 с.
- Д. Данин. Избранное. — М.: Советский писатель, 1984. — 608 с. — посвящена преимущественно Нильсу Бору, а также многим крупнейшим учёным России и Запада.
- Данин, Даниил Семёнович. Труды и дни Нильса Бора (1885-1962): Краткое документальное повествование. — М., 1985. — 80 с. — (Новое в жизни, науке, технике).
- Данин, Даниил Семёнович. Бремя стыда: Пастернак и мы. — М.: Московский рабочий, 1996. — 384 с. — мемуарная книга, посвящена эпохе и, в частности, Борису Пастернаку.
- Данин, Даниил Семёнович. Строго как попало: неизданное. — М., 2012. — 197 с.
- Данин, Даниил Семёнович. Нестрого как попало: неизданное. — М., 2013. — 288 с.